# 2NE1
2NE1（トゥエニィワン、発音: to anyoneまたはtwenty-one）は韓国の女性グループ。2009年にYGエンターテインメントによって結成された。グループ名は21の英語の発音を利用した変容体で、NEは「New Evolution」の略字で、「21世紀の新しい進化」を意味する。
2009年にBIGBANGとのデジタルシングル「Lollipop」で韓国の音楽シーンに登場した。同年5月6日、シングル「Fire」で公式にデビューした。現在までに、「Fire」「I Don't Care」「Follow Me」「Go Away」「Can't Nobody」「Clap Your Hands」「I Am The Best」「I LOVE YOU」「MISSING YOU」「COME BACK HOME」の10曲が韓国のチャートで1位を獲得している。

## 歴史
グループの結成は、2008年後半にYGのプレスによって言及された。同社代表のヤン・ヒョンソクは同年4月30日に、「早ければ7月頃に女性3人組グループを正式にデビューさせる」「新しいグループは、パク・ポムをはじめ韓国舞踊家コン・オクジンの孫娘であるコン・ミンジと大衆歌謡マニアの間ではすでに話題のCLの3人で構成される予定」と述べた。また、既存の女性グループとは異なったイメージを押し出すとして、「女性版BIGBANG」を誕生させると宣言した。後に同社はグループはパク・サンダラを加えた4人組で2009年5月頃にデビューすると発表した。また、メンバーがデビューのために4年間のレッスンをしたことや、デビューアルバムはテディ・パクがプロデュースを担当することも同時に発表された。グループ名は当初「21」と発表されていたが、同名の歌手がいることが発覚すると、すぐに「2NE1」に改められた。レッスン生時代にダンスの先生候補にダンサーでソロ歌手でもあるキム・ソリの名前があったがスケジュールが詰まっていて断っていることを青春不敗で告白している。このことにキム・ソリは今でも後悔している。

### 2009年：デビュー

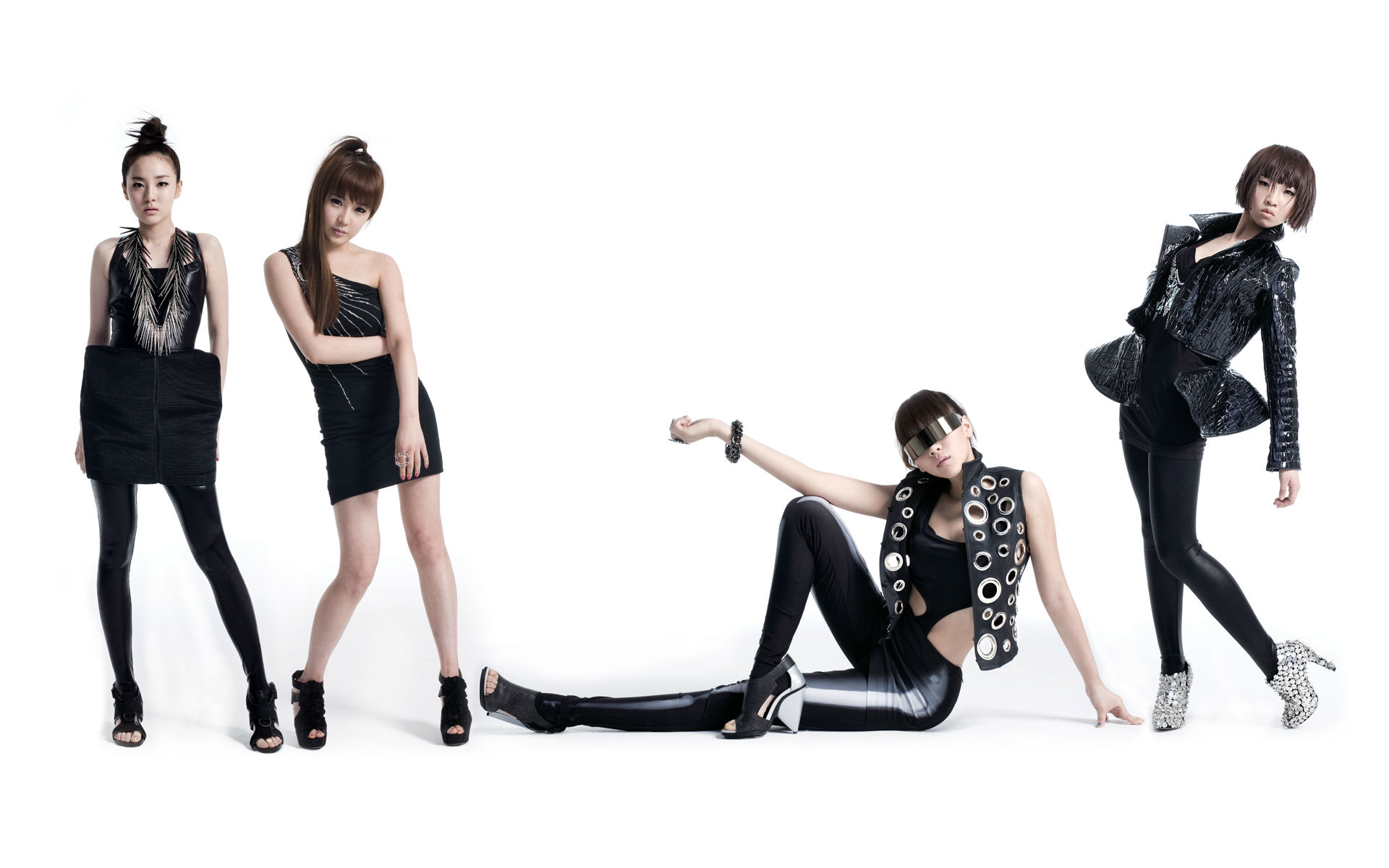
2009年の2NE1

2009年3月27日、同じレーベルに所属するBIGBANGとのデジタルシングル「Lollipop」が発売された。同シングルはLG電子の携帯電話のコマーシャルソングとして起用された。CMとミュージックビデオは同年3月28日に公開された。シングルはプロモーションシングル（広告に起用された楽曲のため、ネットワークチャートへの適合に関する問題が浮上した）ではなかったが、様々な韓国のオンラインチャートで1位を獲得し、音楽専門チャンネルのMネットオンラインチャートでは4週連続1位を記録した。

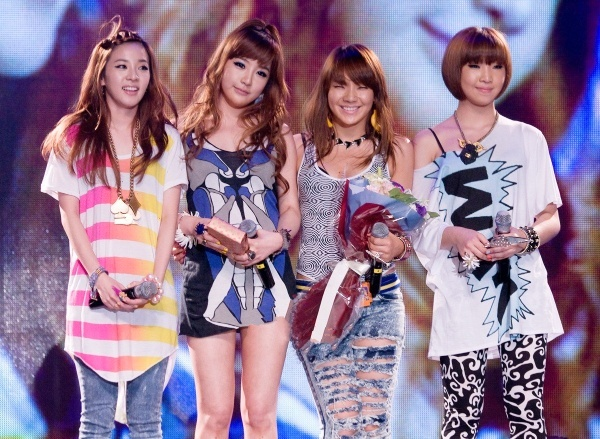
2009年8月の2NE1

YGのCEOヤン・ヒョンソクはグループのデビューシングルはレゲエ/ヒップホップ調で、それが2009年5月9日にデジタルシングルとして発売されると発表した。そのデビューシングル「Fire」はテディ・パクが作詞作曲し、プロデュースも手がけている。同年5月1日に公式サイトでシングルのミュージックビデオが20秒だけ公開された。ミュージックビデオは"スペース編"と"ストリート編"の2つのヴァージョンがあり、どちらも5月6日に初公開された 。ビデオは1日で100万回以上の再生を記録した。公開数日で韓国内の複数のオンラインチャートで1位を獲得し、最短期間1位独占記録を塗り替えた。同年5月17日にSBSの番組『人気歌謡』でシングルを初披露した。そして、グループは活動を本格的に開始した。
デビューシングル「Fire」はMネットのオンラインチャートだけでなく、韓国内のインターネット検索でも首位を獲得。シングルとグループはオンラインを中心に人気を獲得するようになった。Cyworld Digital Music Awardsで「Lollipop」「Fire」がSong of the Monthを獲得、グループは新人賞を受賞した。
同年6月14日放送回のSBSの番組『人気歌謡』に出演し、Mutizen賞を受賞。21日放送回で2度目のMutizen賞を受賞。その2日後に、スポーツ衣料ブランドFILAとの契約を結ぶ。デビュー数ヶ月の新人が大手ブランドと契約を結ぶのは異例のことである。
同年7月1日に2枚目のシングル「I Don't Care」を発売。YGのCEOヤン・ヒョンソクは、歌がより優しく女性らしいイメージだと明かした。同シングルのレゲエ版はSBSの番組『人気歌謡』で披露した。グループは韓国の年末の様々な音楽賞で、新人賞と楽曲賞を受賞した。

### 2010年：グループ活動への復帰と『To Anyone』

2010年の2NE1

2010年2月9日に、デジタル配信限定で「Follow Me」を発売。サムスンコービーフォルダのテーマ曲として起用された。同年夏にカリフォルニア州ロサンゼルスで、アメリカデビューのためのレコーディングをした。ブラック・アイド・ピースのウィル・アイ・アムと全10曲をレコーディングした。YGのCEOヤン・ヒョンソクはブラック・アイド・ピースの世界ツアーが終わった後と2NE1の韓国と日本での活動の後の2011年あたりにアメリカデビュー予定であると発表した。
同年9月9日、グループ初のスタジオアルバム『To Anyone』を発売し、商業的に大成功を収めた。アルバムには3曲のシングルとその他12曲が収録されている。アルバムの宣伝のため、グループは音楽番組に計11回出演した。
同年10月21日、「It Hurts (Slow)」を発売。SBSの番組『Inkigayo』で初めて披露された。シングルのミュージックビデオは過去にBIG BANGのG-DRAGONの「バタフライ」も手がけたキム・ヘジョンが監督を務めた。ビデオは11月1日に公開され、ハロウィンをテーマにしていることが明かされた。
同年10月28日、日本での所属レーベルがエイベックスに決定したことや12月8日に『To Anyone』が日本で発売されることが発表された。しかし、発売は延期された。そこで、タイで10月28日に発売された。グループは"タイのファンへの特別なプレゼント"として「Don't Stop the Music」をタイで発売した。

### 2011年：国際的な活動と韓国音楽界復帰

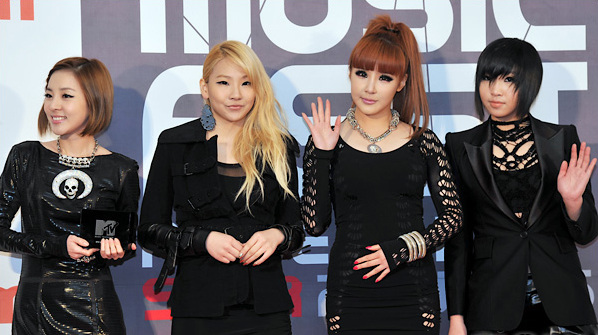
2011年の2NE1

当初、グループの日本デビューは2010年12月に予定されていたが、2011年春に延期された。また、ブラック・アイド・ピーズ（以下BEP）のウィル・アイ・アムのプロデュースによってアメリカ進出する予定だが、BEPのアルバム『ザ・ビギニング』が発売されるため、アメリカ進出の予定は若干変更される。
1月19日に「Can't Nobody（英語版）」の着うた、着信メロディ配信、2月2日にiTunesでの発売が開始された。 そして、2月22日にエイベックスが2NE1の日本デビューの詳細を発表し、デビュー・シングルとして「Go Away」が発売されることを明かした。3月16日にグループ初のEP『2NE1』が発売され、オリコンチャートで初登場及び最高24位を記録した。グループの日本公式デビュー・ライブとして3月11日に『ミュージックステーション』への出演が予定されていたが、当日に東日本大震災が発生し、放送が中止になった 。グループは韓国に帰国後、他の韓国の有名人と同様に震災支援活動“Pray for Japanキャンペーン”に参加した。

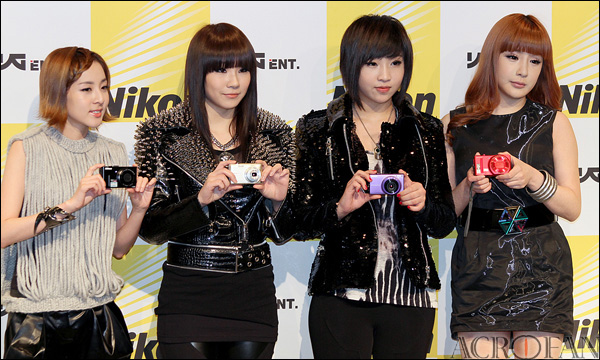
2011年のニコンイベントでの2NE1

4月18日、韓国音楽界復帰作となるミニ・アルバム『2nd Mini Album』による活動を発表。6月24日にパク・テディによってプロデュースされたシングル「I AM THE BEST（私が一番イケてる）」を発表した。7月21日に、「HATE YOU」（当初の題名は「Fack You」だった）のアニメーションからなるミュージック・ビデオが公開された。ポップアーティストのマリ・キムとキム・グァンウンが監督を務めた。日本バージョンは一部を修正して8月に公開された。
このバージョンを見た日本のネットユーザが、映像に登場する爆破場面が福島第一原子力発電所事故、怪物が日本を比喩し、侮辱したものだとして批判したが、その後、キム監督は自身のホームページに「グローバル時代に偏見を持って感情に偏って無分別的に批判している」とコメントを掲載した。
7月28日に、シングル「UGLY」とそのビデオを公開。アルバムから発表されたこの3曲は全て韓国の主要チャートで首位を獲得した。

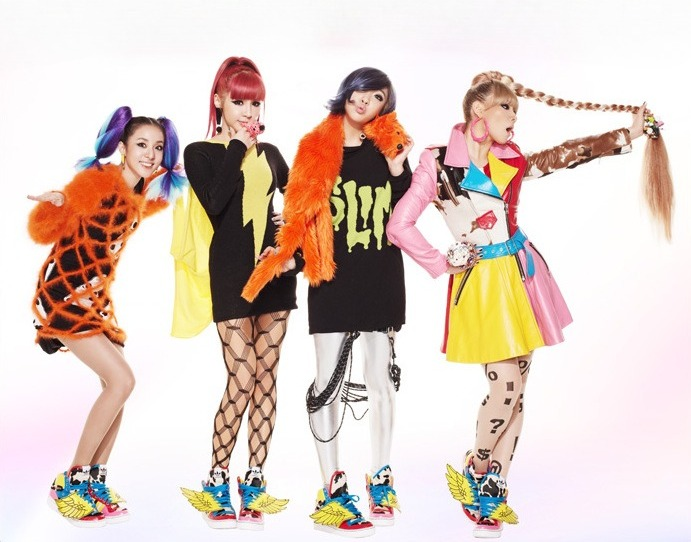
2NE1、「Go Away」日本リリースをプロモーション

9月19日から、初の日本ツアー「2NE1 1st Japan Tour "NOLZA in Japan"」に乗り出した。神奈川・横浜アリーナを皮切りに兵庫、千葉と3箇所を回り、6公演を行う。全公演で7万人を動員し、これは韓国人アーティストのデビュー・ツアーとしては最多となる。
9月21日に日本で発売したミニアルバム「NOLZA」は10月3日付けのオリコンアルバムチャートで1位を獲得。
10月19日から10月25日の5日間、オークション会社「（株）クラウンジュエル」にて、2NE1自身の韓国ツアーグッズTシャツ4枚それぞれに、メンバー直筆のサインを入れチャリティーオークションを開催した。
多数の参加者より447件の入札、最高額255500円にて落札された。また、売上金すべてが「セーブ・ザ・チルドレン・ジャパン 東北関東大震災 被災者支援」に全額寄付された。東日本大震災の当日、日本で同じく地震の状況を経験したメンバーの"日本の皆さんの力になれれば"という想いから実現した。

### 2012年：ワールドツアー『NEW EVOLUTION』
7月28日から、ソウル公演を皮切りに日本やアメリカをまわるグローバル・ツアー『NEW EVOLUTION』を開催。約20万人の観客を動員した。8月17日と24日にそれぞれアメリカ・ニュージャージーとLAで計1万4000人の観客を動員し、8月31日から9月30日に渡って開催された日本ツアーでは12万人の観客を動員した。2NE1は8月に行われたアメリカ公演を通じて、韓国ガールズグループとしては初めてビルボードの公演実績集計チャートであるカレントボックススコアで29位にランクインした。このほか、台湾・台北、インドネシア・ジャカルタ、シンガポール、マレーシア・クアラルンプールなど、7ヶ国11都市で全11回の公演を開催した。
今回の2NE1のグローバルツアーには、故マイケル・ジャクソンの「THIS IS IT」のコンサート振付師だったトラヴィス・ペインが演出家として参加し、ビヨンセのツアーバンドのリーダーだったディビニティ・ロックスが携わっている。また、アメリカの有名ステージデザイナーマイケル・コットンが2NE1のステージのデザインを担当した。

### 2013年～：CLのソロデビューとアルバム発売&2度目のワールドツアー

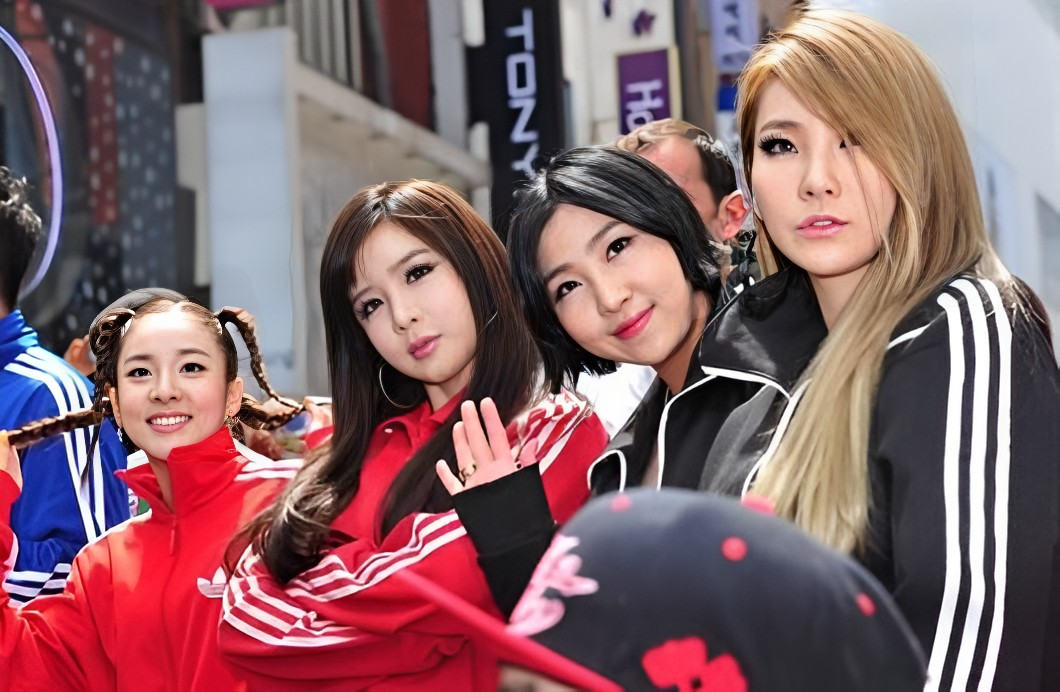
2013年4月の2NE1

2012年のグローバルツアーより5か月振りとなる単独公演を日本のユニバーサル・スタジオ・ジャパン内グラマシーエリアに特設された屋外ステージで開催。あいにくの雨にもかかわらず女性を中心に6000人の熱狂的なファンが朝から列を作った。5月28日に、CLが「悪い子(THE BADDEST FEMALE)」でソロデビュー。MVにはBIGBANGのG-DRAGONやSOLが出演し話題を集めた。
このあと2NE1として、7月から4ヶ月連続でカムバックするとされていたが、スケジュールの変更によって、2013年に3回、2014年にもう1回ということになった。第1弾として、7月8日に、「Falling in Love」をリリースした。この曲は、レゲエジャンルの曲で2NE1にはいままでなかった新しいかたちの曲である。つづく8月5日には第2弾楽曲である「DO YOU LOVE ME」のミュージックビデオを公開。このミュージックビデオは済州島で撮影されたメンバー制作のホームビデオのような作品である。8月7日には、音源と振り付け映像を公開し、音源は韓国主要チャートを独占した。また、8月9日には、2010年10月の「CLAP YOUR HANDS」「CAN'T NOBODY」「GO AWAY」の活動以来、約3年ぶりとなるミュージックバンクへの出演を果たした。11月21日、第3弾となるバラード楽曲「MISSING YOU」を公開。公開と同時に瞬く間に9つの主要音楽配信サイトの1位を席巻し、週間チャート1位にまでなった。「Mcountdown」「音楽中心」「人気歌謡」で1位を獲得した。年が明けて、2014年1月15日、所属事務所の公式ブログにて2度目のワールドツアーとニューアルバムのタイトルが発表された。
2014年2月26日、アルバム『Crush』がリリース。同アルバムはアメリカで発売初週に5,000枚を売り上げ、Billboard 200チャートで61位にランクインした。K-POPのアルバムとしては過去最高の記録である。

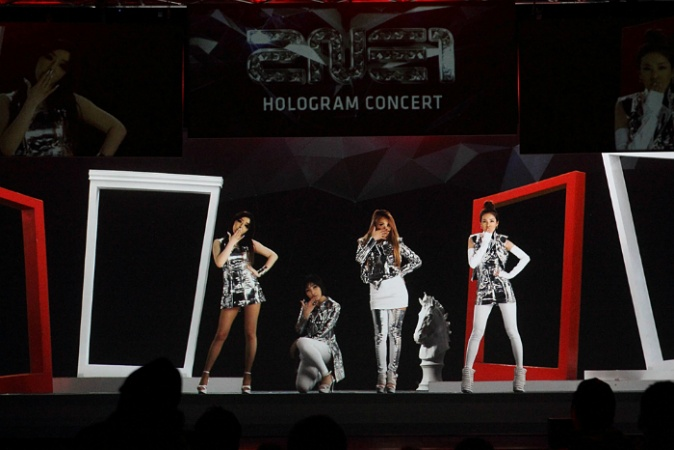
2013年に開催された2NE1のホログラムコンサート

2014年7月1日、デビュー前にメンバーのパク・ボムが5年前、麻薬の一種であるアンフェタミンを密輸しようとし、仁川空港税関に摘発されていた事実が明らかとなった。当時、検察はパク・ボムを召喚し調査したが、病気治療の目的でアンフェタミンを持ち込んだことが確認され、立件猶予処置となっていたことが確認された。1日、仁川地検によるとパク・ボムは2010年10月、国際宅配便でアンフェタミン約80錠を米国から密輸しようとし、仁川国際空港税関により摘発。国内で向精神薬に指定されているアンフェタミンは、中枢神経興奮剤としてヒロポンと呼ばれるメタンフェミンと類似した合成麻薬の一種にあたる。税関により摘発の事実を通報が入った検察は、正式な事件として受理した後、パク・ボムを呼んで調査したという。しかし、パク・ボムは病気治療のために米国で医薬品として一般的なアンフェタミンを持ち込んだと釈明。検察は、パク・ボムの米国内の処方箋と国内治療記録などを検討した後、麻薬服用意図はなかったと判断し、事件捜査後およそ40日が経過した同年11月末、パク・ボムについて立件猶予とした。検察の関係者は「パク・ボムは当時、疾患があったため米国でアンフェタミンを服用していた」とし、「米国では麻薬とはされていないが、韓国では麻薬類に指定されているため、摘発して調査を行った」と説明。また、立件猶予処置となったことに関して「類似した薬を韓国で購入し服用したが副作用が深刻だったと陳述した。麻薬服用の目的で（アンフェタミンを）持ち込んだのではないと判断され、正式立件はしなかった」と付け加えた。"
2016年4月5日、ミンジが所属事務所のYGエンターテインメントとの契約を更新せず、脱退を発表。メンバー追加は行わず、3人で活動を継続することを表明。
2016年11月25日、YGエンターテインメントは、2NE1の解散を公式に発表した。ボムとは再契約せず、CLとダラはそれぞれソロとして契約した。これにより2NE1は7年の活動に幕を下ろした。

### 2022年：サプライズ復活
2022年4月17日、米カリフォルニアの音楽フェス「コーチェラ・フェスティバル」にてCLのステージ中、他の3人がサプライズで出演。6年ぶりに完全体2NE1として「I AM THE BEST」を披露した。CLは他の3人を招待した理由について「私がコーチェラに招待されて、遅くなりすぎる前に私の力で、私たちの力で集まりたかった」と明かした。

### 2024年：
2024年7月22日、YGエンターテインメントのヤン・ヒョンソク総括プロデューサーが“2NE1プロジェクト”を発表し、完全体での活動を予告した。。復活コンサートを10月4–6日オリンピックホールで行った後、アジアツアーを実施予定

## 音楽性とイメージ

### 音楽性
デビューEP『2NE1』の収録曲はそれぞれ音楽性が異なっている。例えば、「Lollipop」はストロングポップで「Fire」はヒップホップに分類される。「I Don't Care」はレゲエの要素を含む。1枚目のスタジオアルバム『To Anyone』は電子音楽へのシフトを感じさせると批評された。最も成功したアルバムからのプロモーションシングル「Go Away」はダンスミュージックに分類される。しかし、「It Hurts (Slow)」はEP『2NE1』に収録されたのと同じようなR&Bである。
2NE1の音楽の主題は"独立"と"女性の権利拡大"である。「Go Away」「I Don't Care」は、その2つのテーマがよく反映されている。

### イメージ
YGエンターテインメントの代表ヤン・ヒョンソクは、2NE1のデビュー前に「女性版BIG BANG」というイメージを提示した。これは、デビュー後もグループのイメージを表現するものとして、各メディアが使用している。2NE1は「独特で、刺々しいスタイル」で知られている。デビューシングルが話題になっている間は典型的な"ヒップホップ・ウォリアー"で有名だったが、「I Don't Care」でそのイメージを"強い、女性らしい女性"に変えた。「It Hurts (Slow)」のミュージックビデオでは、全員が黒い服装に変わった鬘を被って、ゴシックなイメージを押し出した。
メンバーはそれぞれ独特の女性らしさと可愛らしいイメージを持っている。彼女らは、韓流の一部と考えられており、国際的なスターだと見なされている。グループの公式イメージカラーはホットピンク。グループの公式ファンクラブ名は「ブラックジャック」である。

### 影響
メンバーがそれぞれ違う人物から影響を受けたと公言している。リードボーカルを務めるパク・ボムは、アメリカ合衆国の歌手ビヨンセとマライア・キャリーのボーカルと強力なパフォーマンスに大きな影響を受けたと述べた。彼女はヒップホップとR&Bを大好きな音楽ジャンルとして挙げている。最年少のコン・ミンジはマイケル・ジャクソン、リーダーのCLは音楽プロデューサーのテディ・パク、マドンナ、ローリン・ヒルを手本としていると明かしている。サンダラ・パクは歌手で女優のオム・ジョンファが自身のインスピレーションになっており、フィリピンの歌手リジン・ベラスケスを尊敬していると発言している。

## メンバー
| 画像 | 名前                | 名前                                   | 誕生日         | 身長  | 体重 | 血液型 | 備考 |
| 画像 | 芸名                | 本名                                   | 誕生日         | 身長  | 体重 | 血液型 | 備考 |
| ---- | ------------------- | -------------------------------------- | -------------- | ----- | ---- | ------ | --- |
|      | ダラ (다라/Dara)    | パク・サンダラ (박산다라/Park Sandara) | 1984年11月12日 | 162cm | 47kg | A型    | ポジション：サブラッパー、サブボーカル、ビジュアル 宗教：無宗教 特技：演技、フィリピン語、英語、中国語 趣味：音楽鑑賞、インターネット 好きな色：ピンク、オレンジ、黄色 2021年5月、YGエンターテイメントとの専属契約を終了した。                                     |
|      | CL (씨엘)           | イ・チェリン (이채린/Lee Chaerin)      | 1991年2月26日  | 162cm | 48kg | A型    | ポジション：リーダー、メインラッパー、リードボーカル、リードダンサー 宗教：天主教 特技：フランス語、英語、日本語 趣味：作詞 好きな色：黒、白 2019年、YGエンターテインメントとの専属契約を終了した。                                                                |
|      | ミンジ (민지/Minzy) | コン・ミンジ (공민지/Gong Minji)       | 1994年1月18日  | 162cm | 49kg | O型    | ポジション：メインダンサー、リードラッパー、サブボーカル 宗教：キリスト教 特技：中国語、日本語 趣味：音楽鑑賞、作詞、作曲の勉強 好きな色：ピンク、水色 2016年、MUSIC WORKSへ移籍し、紛争に至り2020年に専属契約終了。現在はMZentertainment所属                      |
|      | ボム (봄/Bom)       | パク・ボム (박봄/Park Bom)             | 1984年3月24日  | 165cm | 52kg | AB型   | ポジション：メインボーカル 宗教：キリスト教 特技：英語、日本語、ピアノ、フルート、チェロ 趣味：音楽鑑賞 好きな色：緑、ピンク、赤 2016年にYGエンターテインメントと専属契約を終了した。 2018年、ディネーションエンターテイメントと契約し、2019年にソロデビューした。 |

## 作品

### スタジオ・アルバム
- To Anyone (2010年)
- CRUSH (2014年)

### ベストアルバム
- COLLECTION (2012年)

### ミニアルバム
- 2NE1 1st Mini Album (2009年)
- 2NE1 2nd Mini Album / NOLZA (2011年)

### ビデオ撮影
| タイトル                                              | 発売日         | 販売形態 |
| ----------------------------------------------------- | -------------- | -------- |
| 2NE1 1ST LIVE CONCERT NOLZA!                          | 2011年11月23日 | CD       |
| 2012 2NE1 GLOBAL TOUR LIVE CD：NEW EVOLUTION IN SEOUL | 2012年12月4日  | CD       |
| 2014 2NE1 WORLD TOUR LIVE CD：ALL OR NOTHING IN SEOUL | 2014年5月23日  | 2CD      |

#### DVD / Blu-ray
| タイトル                                       | 発売日        | 販売形態 | レコードNo. |
| ---------------------------------------------- | ------------- | -------- | ----------- |
| 2012 2NE1 GLOBAL TOUR ~NEW EVOLUTION~ IN SEOUL | 2013年1月16日 | 2DVD     | AVBY-58121  |

| タイトル                                       | 発売日         | 販売形態       | レコードNo.             |
| ---------------------------------------------- | -------------- | -------------- | ----------------------- |
| 2NE1 1st Japan Tour NOLZA in Japan             | 2012年2月29日  | 2DVD+PHOTOBOOK | AVBY-58031              |
| 2NE1 TV SEASON1 BOX                            | 2012年3月28日  | 4DVD           | AVBY-58047              |
| 2NE1 TV SEASON2 BOX                            | 2012年3月28日  | 4DVD           | AVBY-58047              |
| 2NE1 TV SEASON3 BOX                            | 2013年3月13日  | 4DVD           | AVBY-58105              |
| 2012 2NE1 GLOBAL TOUR ~NEW EVOLUTION~ in JAPAN | 2013年3月13日  | 2DVD Blu-ray   | AVBY-58133 AVXY-58135   |
| 2014 2NE1 WORLD TOUR ~ALL OR NOTHING~ in JAPAN | 2014年12月10日 | 2DVD Blu-ray   | AVBY-58264~5 AVXY-58266 |

## 出演

### CM・広告
- Fila
- LG Lollipop
- Baskin Robbins
- Samsung Corby F
- Adidas
- Nikon
- 11st
- Etude House
- CJ Corporation
- Samsung Nori
- Yamaha Fiore
- Me2Day
- Beanpole Jeans
- Mabinogi
- Cass
- Sudden Attack
- Nintendo Wii
- Intel Ultrabook
- Chrome Hearts
- Clio
- Maybelline NY

### テレビ番組
- 2NE1 TV（2009年 - 2011年）

### MV出演
| 年     | 題名                             | 監督             |
| ------ | -------------------------------- | ---------------- |
| 2009年 | Lollipop (with BIGBANG)          | ヒョン・ヨンソン |
| 2009年 | Fire (スペース版)                | ソ・ヒョンスン   |
| 2009年 | Fire(ストリート版)               | ソ・ヒョンスン   |
| 2009年 | I Don't Care                     | ヒョン・ヨンソン |
| 2009年 | Kiss (ダラ ソロ)                 | ヒョン・ヨンソン |
| 2009年 | You and I(ボム ソロ)             | ヒョン・ヨンソン |
| 2010年 | 私を真似てみて                   | ソ・ヒョンスン   |
| 2010年 | 拍手して                         | ソ・ヒョンスン   |
| 2010年 | Go Away                          | ジェ・ウンテク   |
| 2010年 | Can't Nobody                     | ソ・ヒョンスン   |
| 2010年 | つらい (Slow)                    | キム・ヘジョン   |
| 2010年 | Don't Stop the Music(ヤマハCF版) |                  |
| 2011年 | Can't Nobody (英語版)            | ソ・ヒョンスン   |
| 2011年 | Lonely                           | ハン・サンスン   |
| 2011年 | I am the Best                    | ソ・ヒョンスン   |
| 2011年 | I am the Best(日本版)            | ソ・ヒョンスン   |
| 2011年 | Hate You                         | マリ・キム       |
| 2011年 | Hate You(日本版)                 | マリ・キム       |
| 2011年 | Ugly                             | ハン・サミン     |

### コンサート

#### NOLZA
| 日期          | 都市   | 国家 | 会場                       | 動員   |
| ------------- | ------ | ---- | -------------------------- | ------ |
| 2011年8月26日 | ソウル | 韓国 | ソウルオリンピック主競技場 | 12,000 |
| 2011年8月27日 | ソウル | 韓国 | ソウルオリンピック主競技場 | 12,000 |
| 2011年8月28日 | ソウル | 韓国 | ソウルオリンピック主競技場 | 12,000 |
| 2011年9月19日 | 横浜   | 日本 | 横浜アリーナ               | 70,000 |
| 2011年9月20日 | 横浜   | 日本 | 横浜アリーナ               | 70,000 |
| 2011年9月24日 | 神戸   | 日本 | ワールド記念ホール         | 70,000 |
| 2011年9月25日 | 神戸   | 日本 | ワールド記念ホール         | 70,000 |
| 2011年10月1日 | 千葉   | 日本 | 幕張メッセ                 | 70,000 |
| 2011年10月2日 | 千葉   | 日本 | 幕張メッセ                 | 70,000 |
| 总數          | 总數   | 总數 | 总數                       | 82,000 |

#### New Evolution Global Tour
| 日期           | 都市         | 国家         | 会場                               | 動員    |
| -------------- | ------------ | ------------ | ---------------------------------- | ------- |
| 2012年7月28日  | ソウル       | 韓国         | Olympic Gymnastics Arena           | 20,000  |
| 2012年7月29日  | ソウル       | 韓国         | Olympic Gymnastics Arena           | 20,000  |
| 2012年8月17日  | ニューアーク | アメリカ     | プルデンシャル・センター           | 10,000  |
| 2012年8月24日  | ロサンゼルス | アメリカ     | Nokia Theatre L.A. Live            | 6,680   |
| 2012年8月31日  | 大阪         | 日本         | 大阪城ホール                       | 120,000 |
| 2012年9月1日   | 大阪         | 日本         | 大阪城ホール                       | 120,000 |
| 2012年9月2日   | 大阪         | 日本         | 大阪城ホール                       | 120,000 |
| 2012年9月7日   | 名古屋       | 日本         | 名古屋市総合体育館                 | 120,000 |
| 2012年9月8日   | 名古屋       | 日本         | 名古屋市総合体育館                 | 120,000 |
| 2012年9月11日  | 横浜         | 日本         | 横浜アリーナ                       | 120,000 |
| 2012年9月12日  | 横浜         | 日本         | 横浜アリーナ                       | 120,000 |
| 2012年9月29日  | 埼玉         | 日本         | さいたまスーパーアリーナ           | 120,000 |
| 2012年9月30日  | 埼玉         | 日本         | さいたまスーパーアリーナ           | 120,000 |
| 2012年11月16日 | 台北         | 中華民国     | 台北アリーナ                       | 8,500   |
| 2012年12月1日  | シンガポール | シンガポール | シンガポール・インドア・スタジアム | 8,200   |
| 总數           | 总數         | 总數         | 总數                               | 180,000 |

#### All Or Nothing World Tour
| 日期           | 都市             | 国家         | 会場                                 | 動員   |
| -------------- | ---------------- | ------------ | ------------------------------------ | ------ |
| 2014年3月1日   | ソウル           | 韓国         | SK Olympic Handball Gymnasium        | 12,000 |
| 2014年3月2日   | ソウル           | 韓国         | SK Olympic Handball Gymnasium        | 12,000 |
| 2014年3月22日  | 赤鱲角（香港）   | 中国         | アジアワールド・エキスポ             | 8,000  |
| 2014年4月11日  | 上海             | 中国         | 上海大舞台                           | —      |
| 2014年4月19日  | 北京             | 中国         | Master Card Center                   | —      |
| 2014年4月26日  | 台北（台湾）     | 中国         | University of Taipei Gym             | 6,300  |
| 2014年4月27日  | 台北（台湾）     | 中国         | University of Taipei Gym             | 6,300  |
| 2014年5月17日  | マニラ           | フィリピン   | Mall of Asia Arena                   | —      |
| 2014年5月24日  | クアラルンプール | マレーシア   | Stadium Negara                       | 4,000  |
| 2014年6月8日   | ジャカルタ       | インドネシア | Mata Elang International Stadium     | —      |
| 2014年6月28日  | シンガポール     | シンガポール | シンガポール・インドア・スタジアム   | 7,500  |
| 2014年7月5日   | 横浜             | 日本         | 横浜アリーナ                         | 26,000 |
| 2014年7月6日   | 横浜             | 日本         | 横浜アリーナ                         | 26,000 |
| 2014年7月12日  | 神戸             | 日本         | ワールド記念ホール                   | 16,000 |
| 2014年7月13日  | 神戸             | 日本         | ワールド記念ホール                   | 16,000 |
| 2014年8月2日   | ヤンゴン         | ミャンマー   | Myanmar Event Park                   | 10,000 |
| 2014年8月10日  | ホーチミン市     | ベトナム     | Phu Tho Indoor Stadium               | —      |
| 2014年8月23日  | バンコク         | タイ王国     | Impact Arena                         | 9,000  |
| 2014年9月20日  | 広州             | 中国         | Guangzhou International Sports Arena | —      |
| 2014年10月17日 | コタイ（澳门）   | 中国         | コタイ・アリーナ                     | —      |
| 总數           | 总數             | 总數         | 总數                                 | —      |

#### YG Family Tours

##### YG Family 15th Anniversary Concert
| 日期                            | 都市                            | 国                              | 会場                            | 動員    |
| ------------------------------- | ------------------------------- | ------------------------------- | ------------------------------- | ------- |
| 2011 YG Family Concert in Seoul | 2011 YG Family Concert in Seoul | 2011 YG Family Concert in Seoul | 2011 YG Family Concert in Seoul | 126,000 |
| 2011年12月3日                   | ソウル                          | 大韓民国                        | ソウルオリンピック主競技場      | 126,000 |
| 2011年12月4日                   | ソウル                          | 大韓民国                        | ソウルオリンピック主競技場      | 126,000 |
| 2012 YG Family Concert in Japan |                                 |                                 |                                 | 126,000 |
| 2012年1月7日                    | 大阪                            | 日本                            | 京セラドーム                    | 126,000 |
| 2012年1月8日                    | 大阪                            | 日本                            | 京セラドーム                    | 126,000 |
| 2012年1月21日                   | 埼玉                            | 日本                            | さいたまスーパーアリーナ        | 126,000 |
| 2012年1月22日                   | 埼玉                            | 日本                            | さいたまスーパーアリーナ        | 126,000 |

##### YG Family 2014 World Tour：Power
| 日期           | 都市          | 国           | 会場                               | 動員     |
| -------------- | ------------- | ------------ | ---------------------------------- | -------- |
| 2014年4月12日  | 大阪          | 日本         | 京セラドーム                       | 400,000+ |
| 2014年4月13日  | 大阪          | 日本         | 京セラドーム                       | 400,000+ |
| 2014年5月3日   | 東京          | 日本         | 東京ドーム                         | 400,000+ |
| 2014年5月4日   | 東京          | 日本         | 東京ドーム                         | 400,000+ |
| 2014年8月15日  | ソウル        | 韓国         | ソウルオリンピック主競技場         | 400,000+ |
| 2014年8月30日  | 上海          | 中国         | 上海スタジアム                     | 400,000+ |
| 2014年9月13日  | シンガポール  | シンガポール | シンガポール・インドア・スタジアム | 400,000+ |
| 2014年9月14日  | シンガポール  | シンガポール | シンガポール・インドア・スタジアム | 400,000+ |
| 2014年10月19日 | 北京          | 中国         | 北京工人体育場                     | 400,000+ |
| 2014年10月25日 | 桃園 （台湾） | 中国         | 桃園縣立體育場                     | 400,000+ |

## 受賞歴
デビューシングル「Fire」とそのパフォーマンスは型破りで印象的だった。同曲は音楽番組『ミュージックバンク』で毎週何らかの賞を受賞した。「Fire」は月間賞と2010年5月度新人賞を受賞した。2枚目のシングル「I Don't Care」はMnet Asian Music Awardsの年間楽曲賞、Cyworld Digital Music Awardsのトップセールス・アーティスト賞、優秀新人グループ賞、Bonsang賞、優秀楽曲賞を受賞した。グループは2009年ゴールデンディスク賞の人気賞、新人賞、デジタル音源本賞にノミネートされた。メロン・ミュージック・アワードでは韓国の最高新人賞し、ベストアーティスト10に入った唯一の新人グループだった。GQ賞では、今年のステージ、今年のアルバム、今年の楽曲賞を獲得。2009年のリズマー賞で「I Don't Care」が年間新人賞、年間R&Bアーティスト賞、年間R&Bシングル賞、1枚目のミニアルバムが年間R&Bアルバム賞を受賞した。2010年のMnet Asian Music Awardsで今年の歌手賞、女性グループ賞、『To Anyone』が今年のアルバム賞、「Can't Nobody」がミュージックビデオ作品賞を受賞した。彼女らはMAMAの歴史で初めてそれらの賞を受賞した女性歌手グループになった。

## タイム100
2015年4月にアメリカの週刊誌『タイム』が2015年版の「世界で影響力のある人物100人（タイム100）」の選定を行い、オンライン投票では、アメリカデビュー前のCLが、レディー・ガガ（3位）、リアーナ（4位）、テイラー・スウィフト（5位）、アメリカ合衆国大統領バラク・オバマ（11位）などを上回り、1位のロシア連邦大統領ウラジーミル・プーチンに続いて2位を獲得したが、本決定では順位から除外された。除外の理由は、組織的な不正投票の疑いがあったためである。